# Erannis nigrofasciaria
Erannis nigrofasciaria är en fjärilsart som beskrevs av Scholz 1947. Erannis nigrofasciaria ingår i släktet Erannis och familjen mätare. Inga underarter finns listade i Catalogue of Life.